# Jin Yuzhang
Jin Yuzhang (3 de mayo de 1942) es el jefe de la Casa de Aisin-Gioro, la familia imperial de China (1644-1912), y por lo tanto, en sentido estricto, el pretendiente al trono de China, aunque el propio Jin no establece esta afirmación. Es el hijo mayor de Jin Youzhi, anteriormente Príncipe Puren, el último hermano sobreviviente de Puyi, el último emperador de China. Youzhi era un hijo del príncipe Zaifeng y medio hermano de Puyi. La última sucesión publicada de la dinastía, aprobada en 1937, prevé la sucesión por descendientes varones, hermanos, y luego medio hermanos. Después de que el Príncipe Pujie muriera en 1994, no había otros hermanos, y ni Puyi ni Pujie tuvieron hijos. Jin asistió a la Universidad de Geología de Pekín y fue enviado a ser un trabajador geológico en la provincia de Qinghai.  Más tarde se convirtió en el técnico del  Distrito de Pekín Chongwen, de la Oficina de Protección del Medio Ambiente. Desde 1999 se ha desempeñado como el único vicegobernador de Chongwen no-comunista del distrito y también ocupa el cargo de Director Adjunto de la Comisión de Asuntos Étnicos de Pekín.  
Tiene una hija, Jin Xin (nacida en 1976), quien se graduó en ciencias de la computación y trabaja en China, en Electronic Company Limited. Jin Yuzhang es el hermano menor del Dr. Jin Yuquan, heredero designado y vicepresidente del Colegio de la Energía y Protección del Medio Ambiente de la Universidad de Tecnología de Pekín.

## Ancestros
|  |                                        |  |  |  |  |  |  |  |  |  |  |  |  |  |  |  |
|  | 16. Emperador Daoguang                 |  |  |  |  |  |  |  |  |  |  |  |  |  |  |  |
|  |                                        |  |  |  |  |  |  |  |  |  |  |  |  |  |  |  |
|  |                                        |  |  |  |  |  |  |  |  |  |  |  |  |  |  |  |
|  | 8. Yixuan, I Príncipe Chun             |  |  |  |  |  |  |  |  |  |  |  |  |  |  |  |
|  |                                        |  |  |  |  |  |  |  |  |  |  |  |  |  |  |  |
|  |                                        |  |  |  |  |  |  |  |  |  |  |  |  |  |  |  |
|  | 17. Noble Consorte Imperial Zhuangshun |  |  |  |  |  |  |  |  |  |  |  |  |  |  |  |
|  |                                        |  |  |  |  |  |  |  |  |  |  |  |  |  |  |  |
|  |                                        |  |  |  |  |  |  |  |  |  |  |  |  |  |  |  |
|  | 4. Zaifeng, II Príncipe Chun           |  |  |  |  |  |  |  |  |  |  |  |  |  |  |  |
|  |                                        |  |  |  |  |  |  |  |  |  |  |  |  |  |  |  |
|  |                                        |  |  |  |  |  |  |  |  |  |  |  |  |  |  |  |
|  | 9. Lady Lingiya                        |  |  |  |  |  |  |  |  |  |  |  |  |  |  |  |
|  |                                        |  |  |  |  |  |  |  |  |  |  |  |  |  |  |  |
|  |                                        |  |  |  |  |  |  |  |  |  |  |  |  |  |  |  |
|  | 2. Puren                               |  |  |  |  |  |  |  |  |  |  |  |  |  |  |  |
|  |                                        |  |  |  |  |  |  |  |  |  |  |  |  |  |  |  |
|  |                                        |  |  |  |  |  |  |  |  |  |  |  |  |  |  |  |
|  | 5. Lady Dengiya                        |  |  |  |  |  |  |  |  |  |  |  |  |  |  |  |
|  |                                        |  |  |  |  |  |  |  |  |  |  |  |  |  |  |  |
|  |                                        |  |  |  |  |  |  |  |  |  |  |  |  |  |  |  |
|  | 1. Jin Yuzhang                         |  |  |  |  |  |  |  |  |  |  |  |  |  |  |  |
|  |                                        |  |  |  |  |  |  |  |  |  |  |  |  |  |  |  |
|  |                                        |  |  |  |  |  |  |  |  |  |  |  |  |  |  |  |
|  | 3. Zhang Maoying                       |  |  |  |  |  |  |  |  |  |  |  |  |  |  |  |
|  |                                        |  |  |  |  |  |  |  |  |  |  |  |  |  |  |  |
|  |                                        |  |  |  |  |  |  |  |  |  |  |  |  |  |  |  |

| Predecesor: Jin Youzhi | Jefe de la Casa de Aisin-Gioro 10 de abril de 2015 - actualidad | Sucesor: - |

- Datos: Q6201961